# Jelmstorf
Jelmstorf er en kommune i Samtgemeinde Bevensen-Ebstorf i den nordlige del af Landkreis Uelzen i den nordøstlige del af tyske delstat Niedersachsen, og en del af Metropolregion Hamburg. Kommunen har et areal på godt 13 km², og en befolkning på godt 750 mennesker.

## Geografi
Kommunen ligger mellem Bienenbüttel mod nord, og Bad Bevensen mod syd, ved B 4. Floden Ilmenau løber gennem kommunen.

### Nabokommuner
Jelmstorf grænser til (med uret fra nord): Bienenbüttel og Altenmedingen, byen Bad Bevensen samt kommunen Natendorf.

### Inddeling
Kommunen Jelmstorf består af landsbyerne Addenstorf, Jelmstorf og Bruchtorf samt bebyggelsen Rockenmühle.